# برنگار یکم ایتالیا

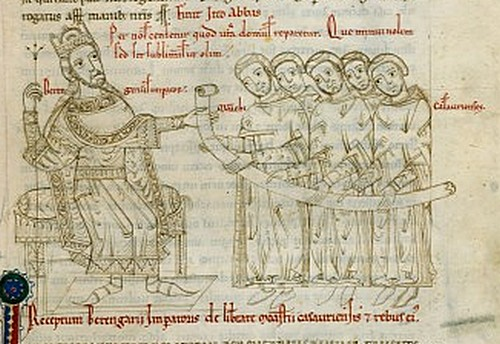
برنگار، در یک نسخه خطی قرن دوازدهمی بعنوان شاه به تصویر کشیده شده است.

برنگار یکم (c. 845 – 7 آوریل ۹۲۴) دوک فریولی از ۸۷۴ تا ۸۹۰ و نیز بعد از ۸۹۶، پادشاه ایتالیا از ۸۸۷ تا زمان مرگ و امپراتور مقدس روم از ۹۱۵ تا زمان مرگ بود.